# 131 Batalion Schutzmannschaft
131 Batalion Schutzmannschaft (niem. Schutzmannschaftsbataillon 131) – batalion policyjny Schutzmannschaft, sformowany w lipcu 1941.

## Historia
Był dowodzony przez majora Ortha. Został rozbity przez Armię Czerwoną w bitwie pod Kaługą.